# Иафа, Джибрило
Джибрило Иафа (порт. Djibrilo Iafa; род. 12 июня 1992 года) — португальский парадзюдоист. Бронзовый призёр летних Паралимпийских игр 2024 года в Париже.

## Биография
28 августа 2021 года принял участие на летних Паралимпийских играх 2020 в Токио в весовой категории до 73 кг. В 1/8 финала уступил грузину Гиорги Калдани. В первом утешительном раунде проиграл украинскому дзюдоисту Руфату Магомедову и завершил участие на турнире.
6 сентября 2024 года принял участие на летних Паралимпийских играх 2024 в Париже в весовой категории до 73 кг (класс J1). В 1/8 финала победил турецкого дзюдоиста Гёкче Явуза, в четвертьфинале проиграл немцу Леннарту Зассу. В утешительном финале победил француза Арминдо Родригеса, а матче за «бронзу» — бразильца Харлли Дамиана Перрейру Арруду и завоевал бронзовую медаль Паралимпиады-2024.

## Спортивные результаты
| Год  | Турнир                          | Место проведения | Категория    | Место |
| ---- | ------------------------------- | ---------------- | ------------ | ----- |
| 2018 | Чемпионат мира                  | Одивелаш         | до 73 кг     | 20    |
| 2021 | Летние Паралимпийские игры 2020 | Токио            | до 73 кг     | 9     |
| 2022 | Чемпионат Европы                | Кальяри          | до 73 кг, J1 | 3     |
| 2022 | Чемпионат мира                  | Баку             | до 73 кг, J1 | 13    |
| 2023 | Чемпионат Европы                | Роттердам        | до 73 кг, J1 | 3     |
| 2024 | Летние Паралимпийские игры 2024 | Париж            | до 73 кг, J1 | 3     |